# Elektronika 60
Elektronika 60 (Электроника 60) bilo je terminalno računalo koje je proizvodila tvrtka Elektronika iz Voronježa u Sovjetskom Savezu. Ovo je računalo bilo klon DEC LSI-11. Računalo Elektronika 60 bilo je ugrađeno u policu, koja je tvorila cjelinu skupa sa zaslonom 15IE-00-013 te raznim ulazno-izlaznim jedinicama. Glavna logička jedinica bila je ugrađena u matičnu ploču M2.

## Tehnička svojstva
Svojstva matične ploče M2:
- Širina riječi: 16 bita
- Adresa: 32K-riječi (64KB)
- RAM: 4K-riječi (8KB)
- Broj instrukcija: 81
- Brzina: 250,.000 operacija u sekundi
- Širina klizećeg zareza: 32 bita
- Broj VLSI krugova: 5
- Dimenzija ploče: 240 × 280 mm

Originalnu inačicu Tetrisa napisao je Aleksej Pažitnov na računalu Elektronika 60